# Scott May
Scott May, född 19 mars 1954 i Sandusky, Ohio, är en amerikansk idrottare som tog OS-guld i basket 1976 i Montréal. Detta var USA:s åttonde guld i herrbasket i olympiska sommarspelen. May spelade bland annat för Detroit Pistons i NBA.